# Flaszowiec purpurowy
Flaszowiec purpurowy (Annona purpurea Moc. & Sessé ex Dunal) – gatunek rośliny z rodziny flaszowcowatych (Annonaceae Juss.). Występuje naturalnie w Meksyku, Belize, Gwatemali, Salwadorze, Hondurasie, Nikaragui, Kostaryce, Panamie, Kolumbii, Wenezueli oraz Ekwadorze. 

## Morfologia
PokrójZrzucające liście drzewo dorastające do 7–20 m wysokości. Gałęzie mają kolor od pomarańczowoczerwonego do purpurowobrązowego. Młode pędy są owłosione.
LiścieMają kształt od odwrotnie owalnego do eliptycznie odwrotnie owalnego. Nasada liścia jest zaokrąglona. Wierzchołek jest krótko spiczasty.
KwiatySą pojedyncze. Rozwijają się w kątach pędów. Płatki są owłosione. Osiągają do 2,5–6 cm długości.
OwoceTworzą owoc zbiorowy. Mają prawie kulisty kształt. Powierzchnia jest ciernista. Osiągają 10–20 mm średnicy.

## Biologia i ekologia
Rośnie w lasach zrzucających liście. Występuje na terenach nizinnych.